# VfB Dillingen
Der VfB Dillingen (offiziell: Verein für Ballspiele Dillingen 1906 e. V.) ist ein Fußballverein aus Dillingen/Saar im Landkreis Saarlouis. Die erste Fußballmannschaft spielte drei Jahre in der damals dritt- bzw. viertklassigen Oberliga Südwest und nahm zweimal am DFB-Pokal teil.

## Geschichte
Der Verein wurde am 9. Juni 1906 als Viktoria Dillingen gegründet und fusionierte drei Jahre später mit dem Gymnasialclub Dillingen zum FC Dillingen. Hieraus wurde am 9. März 1919 der Verein für Bewegungsspiele Dillingen und schließlich am 3. Februar 1946 der heutige Verein für Ballspiele Dillingen.
Erstmals machte der Verein im Jahre 1930 auf sich aufmerksam, als die Mannschaft nach einem 2:1-Entscheidungsspielsieg über Phönix Kaiserslautern in die seinerzeit erstklassige Bezirksklasse Rhein/Saar aufstieg. Als Tabellenletzter stieg der VfB postwendend wieder ab. Nach dem Zweiten Weltkrieg gelang im Jahre 1952 der Aufstieg in die Amateurliga Saarland, wo der VfB auf Anhieb 1953 Meister wurde. In der folgenden Aufstiegsrunde zur II. Division Südwest mussten sich die Dillinger nach zwei Niederlagen in den letzten beiden Spielen mit Rang drei begnügen. Ein Jahr später konnte mit einer stark verjüngten Mannschaft nur knapp die Klasse erhalten werden. 1959 wurde der VfB Vizemeister hinter dem SC Friedrichsthal.
Drei Jahre später ging es 1962 hinab in die 2. Amateurliga und nach zwei Abstiegen in Folge war der VfB 1965 in der B-Klasse angekommen. Der Rückkehr in die A-Klasse 1967 folgte der Aufstieg in die 2. Amateurliga 1970. Zwei Jahre später war der VfB 1972 wieder in der höchsten saarländischen Spielklasse angekommen. Dort etablierten sich die Dillinger als Spitzenmannschaft und schlugen 1973 in einem Südwestpokalspiel den Regionalligisten 1. FC Saarbrücken mit 2:1. 1974 nahm der VfB erstmals am DFB-Pokal teil und scheiterte in der zweiten Runde am SC Jülich. Vier Jahre später qualifizierten sich die Dillinger 1978 für die neu geschaffene Oberliga Südwest.
Trotz einer 1:8-Niederlage bei den Amateuren des 1. FC Kaiserslautern gelang in der Saison 1978/79 der Klassenerhalt, dem ein Jahr später der Abstieg folgte. Der direkte Wiederaufstieg wurde als Vizemeister hinter Rot-Weiß Hasborn-Dautweiler verpasst. 1987 erreichte die Mannschaft das Endspiel um den Saarlandpokal, welches mit 1:2 gegen den SV St. Ingbert verloren wurde. In der ersten Runde des DFB-Pokal 1987/88 unterlag der VfB dem TSG Giengen mit 0:1. 1994 wurden die Dillinger Vizemeister der Verbandsliga und kehrten in die Oberliga Südwest zurück. Es folgte der direkte Wiederabstieg, dem im Jahre 2000 der Abstieg in die Landesliga folgte. Seit der Landesligameisterschaft 2009 spielte der VfB Dillingen in der Saarlandliga, bis in der Saison 2017/18 als Vizemeister in dieser Spielklasse aufgrund des Verzichts des Saarlandmeisters TuS Herrensohr der Aufstieg in die Oberliga Rheinland-Pfalz/Saar gelang. Allerdings musste der VfB in der folgenden Saison 2018/19 gleich wieder absteigen.

## Persönlichkeiten
| - Walter Gawletta - Jens Gerlach - Uwe Haas | - Hans Hein - Michael Krätzer - Adam Matuschyk | - Péter Szabó - Joachim Trautmann - Dieter Weinkauff |